# Vena basilica

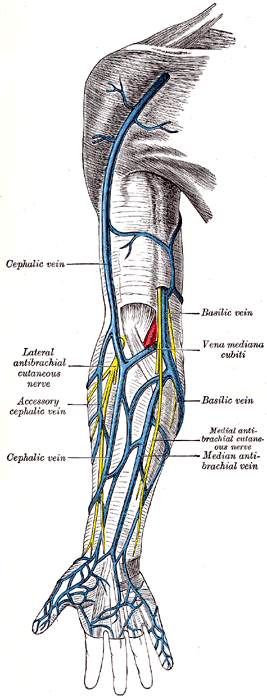
Verlauf der beiden Venenstämme des Armes

Die Vena basilica (arab.: al-baslik - innen) ist die Vene, die als Vena basilica antebrachii an der Kleinfingerseite des Handrückens beginnt und auf die Beugeseite zieht. In der Ellenbeuge nimmt sie die Vena mediana cubiti (bereits im Mittelalter mediana genannt) oder Vena mediana basilica auf und heißt nun Vena basilica. Sie mündet in der Mitte der medialen Bizepsfurche im Hiatus basilicus in eine der beiden Venae brachiales.

## Medizinische Bedeutung
Die Vena basilica wird in der Ellenbeuge, wie die Vena cephalica auf der Außenseite des Oberarms, häufig für Blutentnahmen oder intravenöse Injektionen genutzt. Dabei muss sie von einer Arteria brachialis superficialis unterschieden werden, da es im Fall einer Injektion von bestimmten Pharmaka zu schwerwiegenden Schädigungen kommen kann.

## Sonstiges
Die deutsche Bezeichnung als „Königsvene“ von der (lateinischen Wortbedeutung basilica – Säulenhalle/Königshalle) ist irreführend und ohne Bezug zu der Bedeutung oder Funktion dieser Vene. Die rechte Vena basilica trug früher die Namen vena hepatica (kurz auch hepatica) und Leberader und war eine wichtige Aderlass-Stelle. Die Wurzel der (linken) Vena basilica (die Handwurzelvene) hieß im Mittelhochdeutschen Milzader. Im Mittelalter waren Bezeichnungen der Ellenbeugenvene Vena mediana auch deutsch Median und Mittenader, die Vena basilica trug auch den Namen Lungader oder Niederader.